# Louis Ancel
Pour les articles homonymes, voir Ancel.
Louis Ancel, né le 23 août 1736 à Deneuvre, près de Baccarat (Meurthe-et-Moselle) et mort le 30 décembre 1802 à Baccarat, est un général de la Révolution française.

## État de service
Il s'enrôle à 21 ans, le 28 mars 1757, comme hussard au Régiment Polleresky, qui est intégré dans le régiment de Turpin en 1758. Il sert en Hanovre jusqu'en 1762, puis devient fourrier le 1er mai de cette année, et est incorporé, le 5, avec son régiment dans celui d'Esterhazy, qui devient plus tard le 3e hussards. Il passe quartier-maître le 11 février 1768, obtient une gratification extraordinaire de 300 livres le 27 juillet 1769, puis une commission de lieutenant le 9 juin 1772. Lieutenant le 16 août 1775, premier lieutenant le 11 mars 1781, il obtient une gratification extraordinaire de 300 livres le 9 janvier 1785, puis une seconde le 10 avril 1787, une commission de capitaine le 9 janvier 1788, et une autre gratification extraordinaire de 300 livres le 10 mars.
Il est nommé capitaine de compagnie le 7 mai 1789, et chevalier de Saint-Louis le 11 février 1790. Il fait une chute à la prise de Courtrai en juin 1792 et en reste estropié. Il est nommé le 22 mai 1793 chef d'escadrons, et général de brigade le 14 août 1793 à près de 57 ans. Il tient alors les fonctions d'inspecteur du dépôt général des hussards et chasseurs à Lunéville du 11 septembre 1793 jusqu'au 15 juillet 1794. Il est admis à la retraite du grade de capitaine, soit 2 062 livres le 24 janvier 1795, mais reste employé à la 3e division militaire jusqu'en février 1797.

## Titres, décorations, honneurs
- Chevalier de l'ordre royal et militaire de Saint-Louis le 11 février 1790.